# Manuel Gallegos Naranjo
Manuel Gallegos Naranjo (Guayaquil, 26 de marzo de 1845 - Ibídem, 1917) fue un cronista y novelista ecuatoriano de finales del siglo XIX y principios del siglo XX.

## Biografía
Manuel Gallegos Naranjo fue hijo de Calletano Gallegos de Luna natural de Rota, Cádiz, España y de Rita Naranjo Ledos natural de Guayaquil.
En 1871 fundó la revista "Espejo" la cual no fue del agrado del presidente Gabriel García Moreno quien lo desterró a Chile. Después en su regreso al país apoyo al Gral. Ignacio de Veintimilla. Fundó el periódico "Ocho de Septiembre" siendo su sueldo pagado por el gobierno, por ese tiempo se mudó a Quito.
En 1878 comenzó a sacar sus primeras producciones como literato. Tiempo después publicó una hoja suelta atacando al garcianista Juan León Mera. Colaboró en el diario La Nación de su ciudad natal, fue también redactor del "Diario Los Andes". En 1883 editó "El Almanaque Ecuatoriano" que contenía todo tipo de valiosa información en sus más de 300 páginas. Para 1895 a causa de una trombosis quedó reducido a un sillón. Su obra "Celebridades Malditas" trata exclusivamente de personajes del viejo Guayaquil que por malas decisiones en sus vidas terminaron siendo parte de la actividad delincuencial, fue reimpresa por la "Editorial de la Biblioteca Municipal de Guayaquil". En la Biblioteca de Autores Nacionales Carlos Alberto Rolando se encuentran seis de sus obras inéditas. Falleció en 1917.

## Obras
- 1900 : Fin de siglo : Almanaque de Guayaquil Manuel Gallegos Naranjo. Tipografía Gutenberg. Guayaquil, 1899 - 214, V, [2] p. / 22 cm.
- Lecciones de historia del Ecuador. Tip. "El Vigilante", 1900 - 168 p.
- Guayaquil: novela fantástica. Imprenta "Manabita", 1901 - 108 p.
- Parnaso ecuatoriano: con apuntamientos biográficos de los poetas y versificadores de la República del Ecuador, desde el siglo XVIII hasta el año de 1879. Imprenta de Manuel V. Flor, 1879 - 585 p.
- Celebridades malditas!: Novela histórica. Proyecto de Rescate Editorial de la Biblioteca Municipal de Guayaquil, 1909 - 141 p.
- Haz bien, sin mirar a quien: Novela social. Imp. de el Comercio, 1910 - 91 p.